# تشيكو زالوني
لوكا باسكوال ميديتشي (المشهور بالاسم الفني تشيكو زالوني)،(3 حزيران 1977-)، هو ممثل إيطالي، موسيقي، مغني، وكاتب أغاني، مقلد، ممثل كوميدي وكاتب سيناريو. شارك في تأليف وتمثيل بطولة ثلاثة أفلام إيطالية في إيطاليا أولها إلى أين أنا ذاهب.

## حياته
ولد في باري، وبعد ان كان له ظهور منتظم في برنامج Canale 5 variety show Zelig ، أصبح مشهورا في عام 2006 بفضل أغنية "Siamo una squadra fortissimi"، التي تحتفل بالفريق الإيطالي قبيل مبارايات كأس العالم لكرة القدم عام 2006.
في عام 2001، شارك في كتابة وتمثيل دور البطولة في فلم Cado dalle nubi، الذي شاركه في كتابته واخراجه Gennaro Nunziante .
في عام 2011، شارك مرة أخرى في تأليف وتمثيل دور البطولة في فلم Che bella giornata، أو شاركه Nunziante في تأليفه واخرجه.  سجل مبيعات في نهاية اسبوع الافتتاح 9.4 مليون يورو، واصبح الفلم الإيطالي الاعلى ايرادات في تاريخ إيطاليا،  و حقق ارباح بمقدار 43.4 مليون يورو، متجاوزا فلم  روبرتو بينيني Life Is Beautiful. احتفظ فلم Life Is Beautiful الإيطالي بالسجل العالمي بقيمة 70 مليون دولار.
في عام 2013، تابع الامر مع Nunziante في فلم  Sole a catinelle، والذي حقق عرضه الافتتاحي ايرادات بمبلغ 19.2 مليون يورو ومجموع ايراداته الكلي51.9  مليون يورو.
في كانون ثاني لعام 2016، حقق رقما قياسيا اخر مع Nunziate بفلم Quo Vado? في افتتاح نهاية الاسبوع التي استمرت ثلاثة أيام مبلغ 22 مليون يورو واصبح الفلم الإيطالي الاعلى ايراداً على الإطلاق، وحقق اجمالي ارباح 65.3، واحتل المركز الثاني بعد فلم Avatar في إيطاليا بإيرادات 65.7 مليون يورو.
حاليا، تحتل افلامه مع Nunziate المراتب الثانية والثالثة والخامسة اعلى الارباح في إيطاليا.  

## افلامه
Cado dalle nubi 2009
Che bella giornata 2011
Sole a catinelle 2013
Quo Vado? 2016

## روابط خارجية
- تشيكو زالوني على موقع IMDb (الإنجليزية)
- تشيكو زالوني على موقع روتن توميتوز (الإنجليزية)
- تشيكو زالوني على موقع ألو سيني (الفرنسية)
- تشيكو زالوني على موقع ميوزك برينز (الإنجليزية)
- تشيكو زالوني على موقع أول موفي (الإنجليزية)
- تشيكو زالوني على موقع ديسكوغز (الإنجليزية)
- تشيكو زالوني على موقع قاعدة بيانات الفيلم (الإنجليزية)
- تشيكو زالوني على موقع كينوبويسك (الروسية)